# Менеджер
Ме́неджер (англ. manager, от manage — «управлять»), руководи́тель, управля́ющий — специалист, занятый управлением процессами и персоналом (подчинёнными) на определённом участке коммерческого (торгового и иных) предприятия, организации. 
Менеджер может быть владельцем коммерческого предприятия (организации), но часто является наёмным работником. Менеджер, как правило, является должностным лицом на предприятии (в организации), в которой работает, и входит в средний и высший руководящий состав компании, предприятия. Определяющим признаком управляющего является наличие подчинённых. Основная функция менеджера — управление, включающее процесс планирования, организации, мотивации и контроля. В зависимости от величины и количества объектов управления различают уровни управления, а следовательно, и менеджеров.

## Типы
Общепринято выделять менеджеров младшего звена (в мировой практике — операционных управляющих), менеджеров среднего звена и менеджеров высшего звена:
- Менеджеры младшего звена — управленцы начального уровня, находящиеся непосредственно над другими работниками (не управленцами). К ним относятся заведующие отделом (магазинов, учреждений), складом, кафедрой и лабораторией в учебных и научных заведениях, начальники участков и смен, менеджеры продаж, которым подчиняются специалисты по продажам, торговые консультанты, торговые представители, агенты и т. п. Вообще, большая часть менеджеров — это менеджеры младшего, то есть начального звена. Большинство специалистов становятся управленцами именно в этом качестве.

- Менеджеры среднего звена — управленцы среднего звена, руководящие менеджерами младшего звена. В зависимости от величины и структуры организации может быть несколько уровней таких менеджеров. Менеджерами среднего звена, как правило, являются руководители отделений, подразделений, департаментов, деканы факультетов, начальники цехов, складов, хозяйства.

- Менеджеры высшего звена — топ-менеджеры, высший административно-управленческий состав. Это малочисленная группа менеджеров. Даже в самых крупных организациях их всего несколько человек. Типичными должностями здесь является генеральный директор предприятия, управляющий банком, ректор университета, председатель правления, председатель совета директоров.